# Kaspars Astašenko
Kaspars Astašenko (* 7. Februar 1975 in Riga, Lettische SSR, Sowjetunion; † 20. November 2012 ebenda) war ein lettischer Eishockeyspieler.

## Karriere
Kaspars Astašenko begann seine Karriere als Eishockeyspieler bei Vandenieki, für das er in der Saison 1991/92 sein Debüt in der lettischen Eishockeyliga gab. Anschließend spielte der Verteidiger drei Jahre lang für Pardaugava Riga in der russischen Superliga, wobei er einen Großteil der Saison 1993/94 bei Hokeja Centrs verbrachte, mit dem er lettischer Meister wurde. Von 1995 bis 1998 stand er beim HK ZSKA Moskau in der Superliga unter Vertrag, anschließend ging der Lette nach Nordamerika, wo er in der Saison 1998/99 bei den Cincinnati Cyclones aus der International Hockey League und den Dayton Bombers aus der ECHL spielte. Anschließend wurde er im NHL Entry Draft 1999 in der fünften Runde als insgesamt 127. Spieler von den Tampa Bay Lightning ausgewählt. Für Tampa Bay stand er in den folgenden beiden Jahren insgesamt 23 Mal in der National Hockey League auf dem Eis und konnte dabei ein Tor erzielen, sowie zwei Vorlagen geben. Den Großteil der Zeit verbrachte er jedoch bei deren IHL-Farmteams Detroit Vipers und Long Beach Ice Dogs.
Nachdem Astašenko die Saison 2001/02 beim neuen Farmteam der Lightning, bei den Springfield Falcons aus der American Hockey League, begann, wurde er am 28. Dezember 2001 im Tausch gegen Harlan Pratt zu den Carolina Hurricanes transferiert. In den folgenden eineinhalb Jahren spielte er jedoch ausschließlich für deren AHL-Farmteam Lowell Lock Monsters. Zur Saison 2003/04 kehrte er nach Europa zurück und begann die Spielzeit beim HK Riga 2000 in seiner lettischen Heimatstadt, ehe er sie bei Ilves Tampere in der finnischen SM-liiga beendete. In den folgenden drei Jahren blieb er jeweils nur kurzfristig bei seinen Vereinen und spielte für EfB Ishockey in der dänischen AL-Bank Ligaen, ASK/Ogre in Lettland, Chimik Woskressensk in der Wysschaja Liga, der zweiten russischen Spielklasse, den HPK Hämeenlinna, mit dem er in der Saison 2005/06 finnischer Meister wurde, sowie den HC Slovan Bratislava in der slowakischen Extraliga.
Von 2007 bis 2009 lief Astašenko für Ritten Sport in der italienischen Serie A1 auf. Anschließend pausierte er ein Jahr lang mit dem Eishockey, ehe er zur Saison 2010/11 einen Vertrag beim HK Beibarys Atyrau aus der Kasachischen Eishockeymeisterschaft unterschrieb. Anfang Februar 2011 wurde Astašenko, kurz vor der Trade Deadline, von den Belfast Giants aus der Elite Ice Hockey League verpflichtet.

### International
Für Lettland nahm Astašenko im Juniorenbereich an den Junioren-C-Weltmeisterschaften 1994 und 1995 teil. Im Seniorenbereich stand er im Aufgebot seines Landes bei den Weltmeisterschaften 2001 und 2006, sowie bei den Olympischen Winterspielen 2002 in Salt Lake City.

## Tod
Während und nach seiner Karriere hatte Astašenko mit Drogenproblemen zu kämpfen. Er starb im November 2012 in Riga an einer Überdosis.

## Erfolge und Auszeichnungen
- 1994 Lettischer Meister mit Hokeja Centrs
- 2006 Finnischer Meister mit HPK Hämeenlinna

## Statistik
(Stand: Ende der Saison 2010/11)